# Nord-kinesisk leopard
Nord-kinesisk leopard (latin: Panthera pardus japonensis) er en underart af leoparden, som lever i Nordkina.
| Dyr | Spire Denne artikel om dyr er en spire som bør udbygges. Du er velkommen til at hjælpe Wikipedia ved at udvide den. |